# Deeper Life
Deeper Life — третий студийный альбом американской певицы современной христианской музыки Натали Грант, выпущенный 11 февраля 2003 года на лейбле Curb Records.

## Отзывы
| Оценки критиков    | Оценки критиков |
| Источник           | Оценка          |
| ------------------ | --------------- |
| AllMusic           | [ 2 ]           |
| Christianity Today | [ 3 ]           |
| Cross Rhythms      | [ 4 ]           |
| JesusFreakHideout  | [ 5 ]           |

Альбом получил положительные отзывы от музыкальных критиков.
Джонатан Уидран из AllMusic отметил: «Ещё слишком рано говорить о том, достигнет ли эта сильная певица/автор песен высот других Грант современной христианской музыки, но на борту этого блестящего дебюта собрались лучшие продюсеры, чтобы запустить Натали Грант к этой цели. Все эти студийные кудесники (Эрик Фостер Уайт, Томми Симс и Майкл Ллойд) более известны по светской поп-музыке, и разнообразие атмосфер, которые они создают, позволяет Грант добиться успеха в поп-музыке. Помогает и то, что тексты песен Грант скорее вдохновляющие, чем проповеднические. Торжественные треки вроде „I Am Not Alone“ и рок-гимны вроде „I Will Be“ определённо могут подтолкнуть как подростков, ищущих сути, так и взрослую современную аудиторию к более глубокому изучению важных духовных вопросов. Широкие возможности Грант (да, подумайте о потенциальной диве), несомненно, звучали бы прекрасно и без всей этой продюсерской энергии, но почти каждая темповая мелодия здесь — это неотразимая смесь поп/рока и современного соула. Заглавный трек — это сплошной удар и хук, а некоторые вокальные текстуры напомнят поклонникам Point of Grace. Ещё одна похожая на POG мелодия, „Days Like These“, управляется джангловыми гитарами в стиле альтернативного поп-рока. В нескольких треках звучит простая экзотика, в частности „Love Without Limits“ с её вихревыми струнами фламенко. Среди всего этого игривого духа — самая проникновенная мелодия Грант, пышная и слезливая, почти бездыханная дань уважения её отцу, „Always Be Your Baby“. Одна эта мелодия говорит о том, что мы имеем дело с новым крупным талантом, чья глубокая жизнь простирается от духовного к музыкальному» .
Хизер Марсден из Cross Rhythms заявила: «Это третий альбом Натали Грант, и он является положительным доказательством того, что её новый дом на Curb Records хорошо работает на нее. Альбом открывается бодрящим заглавным треком Deeper Life, попсовой песней с хорошим настроением, которую легко подхватить и подпевать. Песни „Days Like These“ и „I Will Be“ выдержаны в похожем стиле, не являясь повторением первой песни. Песни „That’s When I Give Up (On Loving You)“, „Live for Today“ и „I Desire“ имеют более акустическое роковое звучание, похожее на звучание Мишель Бранч. Бонус-трек „No Sign of It“ был использован в новом фильме Гвинет Пэлтроу „Вид сверху“. Deeper Life содержит некоторые из лучших работ Грант, это отличная пластинка с хорошим посланием, которая наверняка понравится её растущему числу поклонников и привлечёт новых».
Шон Стивенсон из JesusFreakHideout отметил: «Для Натали Грант не всегда все было просто. Дважды сменив звукозаписывающую компанию, Грант наконец-то обрела дом на Curb Records. И теперь, с выходом Deeper Life, Грант уверенно движется в правильном направлении с солидным третьим альбомом. В наши дни альбомы всегда открываются чем-то бодрящим, и Deeper Life открывает их в правильном направлении. В песне много фирменных звуков Грант, и она действительно отражает то, о чем этот альбом: поиск более глубокой жизни в Иисусе Христе. У Натали Грант точно есть что искать. С этим новым альбомом, содержащим одни из самых сильных её работ на сегодняшний день, она действительно превзошла саму себя. Солидная запись, солидное послание и прочная музыкальная основа — Deeper Life наверняка понравится поклонникам предыдущих работ Грант, а также привлечёт новых слушателей. Неприятности приходили к Натали Грант в прошлом, но сейчас от них не осталось и следа, и её небо сегодня определённо чистое».

## Список композиций
| №                   | Название                                   | Автор(ы)                      | Длительность |
| ------------------- | ------------------------------------------ | ----------------------------- | ------------ |
| 1.                  | «Deeper Life»                              | Jim Cooper Christine Denté    | 4:22         |
| 2.                  | «Days Like These»                          | Natalie Grant                 | 3:26         |
| 3.                  | «Love Without Limits»                      | Lowell Alexander Bernie Herms | 3:43         |
| 4.                  | «Within Me»                                | Allan Rich Phil Sillas        | 4:09         |
| 5.                  | «I Will Be»                                | Paul Field Grant Herms        | 4:10         |
| 6.                  | «Always Be Your Baby»                      | Grant George Teren            | 4:14         |
| 7.                  | «That's When I'll Give Up (On Loving You)» | Teren                         | 4:11         |
| 8.                  | «Salvation»                                | Grant                         | 3:06         |
| 9.                  | «I Desire»                                 | Grant Herms Cindy Morgan      | 4:12         |
| 10.                 | «Live for Today»                           | Grant                         | 4:23         |
| 11.                 | «I Am Not Alone»                           | Madeline Stone                | 4:52         |
| 12.                 | «No Sign of It» (Bonus Track)              | Scott Cutler Anne Preven      | 4:02         |
| Общая длительность: | Общая длительность:                        | Общая длительность:           | 48:56        |

## Чарты
| Чарт (2003)                            | Высшая позиция |
| -------------------------------------- | -------------- |
| США (Billboard Christian Albums)       | 25             |
| США (Billboard Top Heatseekers Albums) | 41             |